# Olympische Winterspiele 1960/Eiskunstlauf
Bei den VIII. Olympischen Winterspielen 1960 in Squaw Valley fanden drei Wettbewerbe im Eiskunstlauf statt. Austragungsort war die Blyth Arena, die 9.000 Zuschauern Platz bot.

## Bilanz

### Medaillenspiegel
| Platz | Land               | Gold | Silber | Bronze | Gesamt |
| ----- | ------------------ | ---- | ------ | ------ | ------ |
| 1     | Vereinigte Staaten | 2    | –      | 2      | 4      |
| 2     | Kanada             | 1    | –      | 1      | 2      |
| 3     | Deutschland        | –    | 1      | –      | 1      |
| 3     | Niederlande        | –    | 1      | –      | 1      |
| 3     | Tschechoslowakei   | –    | 1      | –      | 1      |

### Medaillengewinner
| Konkurrenz | Gold                         | Silber                              | Bronze                             |
| ---------- | ---------------------------- | ----------------------------------- | ---------------------------------- |
| Herren     | David Jenkins                | Karol Divín                         | Donald Jackson                     |
| Damen      | Carol Heiss                  | Sjoukje Dijkstra                    | Barbara Roles                      |
| Paare      | Barbara Wagner / Robert Paul | Marika Kilius / Hans-Jürgen Bäumler | Nancy Ludington / Ronald Ludington |

## Berichterstattung

### Vorschau
Der «Sport Zürich» gab in seiner Ausgabe vom 19. Februar 1960 eine Vorschau auf die Eiskunstlauf-Bewerbe:
Es seien bereits die jeweiligen nationalen und auch die Europameisterschaften durchgeführt worden. Nun werden über die gesamten Olympiatage die verschiedenen Sparten ununterbrochen andauern, wobei bereits am ersten Tag das Paarlaufen entschieden werde und danach für jeweils drei Tage das Pflichtlaufen mit der abschließenden Kür als Höhepunkt anberaumt seien. Eine gewisse Absteckung der Kräfteverhältnisse hätten die Europameisterschaften zwar gebracht, jedoch müssten Einschränkungen angebracht werden, weil der letztjährige Europameister Karol Divín wegen Verletzung gefehlt habe und neue Bewertungsregeln gelten würden. Es dürfe auch nicht verschwiegen werden, dass auch ein absichtliches Jonglieren mit den Noten unverkennbar war.
Im Detail würden im Paarlaufen die europäischen Spitzenpaare auf harte Konkurrenz, vornehmlich das kanadische Weltmeisterpaar Barbara Wagner und Robert Paul, treffen, und auch das zweite kanadische Paar sei sehr stark. Die USA habe gleich drei Paare delegiert. Marika Kilius und Hans-Jürgen Bäumler würden große Mühe haben, ihren zweiten Rang von der WM 1959 in Colorado Springs erfolgreich zu bestätigen. Bei den Einzelkonkurrenzen seien die Erfolgsaussichten für die überseeischen Athleten gar noch größer, speziell bei den Herren. Da trete das Gastgeberland mit vier Assen an, wobei zu Weltmeister David Jenkins anzumerken sei, dass er die nationalen Meisterschaften nur durch eine großartige Kür (nach Rückstand nach der Pflicht gegenüber Tim Brown) gewonnen habe. Auch der Kanadier Donald Jackson sei zu beachten, so dass für die Europäer kaum ein Medaillengewinn zu erwarten sei. Etwas besser stünden die Chancen bei den Damen, wo zwar die USA mit der vierfachen Weltmeisterin Carol Heiss die klare Favoritin stelle und auch Barbara Roles zur Spitzenklasse zähle, aber Wendy Griner (CAN) müsste schon eine große Überraschung bringen, um die neue Europameisterin Sjoukje Dijkstra aus den Medaillenrängen fallen zu lassen.

### Nachbetrachtung
In einer Nachbetrachtung zu den Eiskunstlaufbewerben vertrat Sport Zürich in der Ausgabe vom 2. März 1960 die Meinung, dass bei den Herren die Vergabe der Zweitnote für den «sportlichen Wert» gepasst habe, doch sollte das Verhältnis Pflicht zur Kür von 60:40 auf 50:50 abgeändert werden. Zudem seien die besten Kürläufer wegen der deutlich unterschiedlichen Bewegungsabläufe nicht die besten Pflichtläufer und umgekehrt. Bei den Damen seien die Schweizerinnen unterbewertet worden und man habe sich überhaupt fragen müssen, ob diese Konkurrenz noch mit Sport etwas zu tun hatte, und zwar hauptsächlich wegen der «absolut unsportlichen, einseitigen, voreingenommenen und nach Blockbildung diktierten Bewertung durch die Preisgerichte». Vor allem gäbe es seit längerem den allgemeinen Trend, dass Läuferinnen, die schon im Vorjahr bei Europa- und Weltmeisterschaften eine gute Pflicht hatten leisten können und nun auch nach der Pflicht geführt haben, automatisch um 0,3 höhere Noten erhalten. Die Diskrepanz bei der Bewertung für Carol Heiss (bis 5,9) und den Schweizerinnen (Schnitt 4,5) sei bedenklich gewesen. Allerdings sei schon deren Pflichtbewertung bei den Europameisterschaften in Garmisch-Partenkirchen skandalös gewesen.

## Ergebnisse
- K = Kür
- P = Pflicht
- Pz = Platzziffer
- Pkt. = Punkte

### Herren
| Platz | Land | Sportler              | P  | K             | Pz            | Pkt.          |
| ----- | ---- | --------------------- | -- | ------------- | ------------- | ------------- |
| 1     | USA  | David Jenkins         | 02 | 01            | 010           | 1440,2        |
| 2     | TCH  | Karol Divín           | 01 | 05            | 022           | 1414,3        |
| 3     | CAN  | Donald Jackson        | 04 | 02            | 031           | 1401,0        |
| 4     | FRA  | Alain Giletti         | 03 | 03            | 031           | 1399,2        |
| 5     | USA  | Tim Brown             | 05 | 04            | 043           | 1374,1        |
| 6     | FRA  | Alain Calmat          | 08 | 06            | 054           | 1340,3        |
| 7     | USA  | Robert Brewer         | 07 | 08            | 066           | 1320,3        |
| 8     | EUA  | Manfred Schnelldorfer | 09 | 09            | 075           | 1303,3        |
| 9     | EUA  | Tilo Gutzeit          | 10 | 10            | 086           | 1274,0        |
| 10    | CAN  | Donald McPherson      | 13 | 07            | 083           | 1279,7        |
| 11    | SUI  | Hubert Köpfler        | 12 | 14            | 114           | 1217,0        |
| 12    | GBR  | Robin Jones           | 15 | 12            | 113           | 1220,4        |
| 13    | AUT  | Peter Jonas           | 14 | 15            | 115           | 1213,2        |
| 14    | JPN  | Nobuo Satō            | 11 | 17            | 120           | 1206,8        |
| 15    | GBR  | David Clements        | 16 | 13            | 135           | 1174,7        |
| 16    | EUA  | Bodo Bockenauer       | 17 | 16            | 137           | 1161,2        |
| 17    | AUS  | Tim Spencer           | 18 | 11            | 142           | 1171,2        |
| 18    | AUS  | Bill Cherrell         | 19 | 18            | 162           | 1042,2        |
|       | AUT  | Norbert Felsinger     | 06 | zurückgezogen | zurückgezogen | zurückgezogen |

Pflicht: 24. und 25. Februar, 07:00 bis 11:30 Uhr
 Kür: 26. Februar, 12:30 Uhr bis 15:15 Uhr
Die Leistungen wurden von neun Wertungsrichtern beurteilt. Bei nur 19 Anmeldungen konnte die Pflicht an zwei Vormittagen mit je drei Figuren abgewickelt werden. Es gab eine überlegene Führung für Karol Divín mit Platzziffer 11,0 und 797,8 Punkten vor David Jenkins (19,0/775,2) und Alain Giletti (31,0/762,7).
Jenkins war nach den vorangegangenen Olympischen Spielen, bei denen er die Bronzemedaille gewonnen hatte, in die Fußstapfen seines Bruders, des amtierenden Olympiasiegers Hayes Alan Jenkins, getreten und ungeschlagen geblieben. Er wurde seiner Favoritenrolle gerecht und löste ihn als Olympiasieger ab, ein einmaliger Vorgang in der Eiskunstlaufgeschichte. Er zeigte die beste bis dahin je gelaufene Kür und verwandelte einen Rückstand von 22,6 Punkten aus der Pflicht noch in einen Vorsprung von 14,1 Punkten. Divín, der die Pflicht gewonnen, die Kür aber nur als Sechster abgeschlossen hatte, errang die Silbermedaille. Bronze ging an den Kanadier Donald Jackson mit der zweitbesten Kür (Notenschnitt 5,7). Alain Giletti verfehlte eine Medaille äußerst knapp und wurde wie vier Jahre zuvor Vierter. Der nach der Pflicht sechstplatzierte Österreicher Norbert Felsinger hatte nach einem Sturz im Kür-Training vom 25. Februar aufgeben müssen (Gehirnerschütterung/Bettruhe).
Der doch noch deutliche Sieg von Jenkins wurde auch durch Divíns Schwächeln ermöglicht. Offensichtlich war der Tschechoslowake zu nervös und auch durch die Anstrengungen des Trainings und des Pflichtlaufens belastet, denn die überwunden geglaubten Schmerzen seiner Verletzung (Muskelzerrung an der Hüfte) waren dadurch wieder zum Ausbruch gekommen. Er hatte sich vor der Kür eine schmerzstillende Injektion zukommen lassen müssen. Drei Sprünge gingen daneben, wenn er auch einen Sturz verhindern konnte. Mit 5,44 wurde er etwas unterbewertet. Giletti konnte schon beim ersten Sprung einen Sturz vermeiden, danach mit mehreren guten Figuren diverse Unsauberkeiten wettmachen, die 5,6 waren angemessen (Rang 3 in der Kür mit 636,3 Punkten), doch sie genügten nicht, denn Schlussläufer Jackson führte sein identisches Sprungprogramm höher aus. Vor allem die Sprünge, Pirouetten und Verbindungsschritte wusste er besser zu kombinieren (649,6 Punkte).

### Damen
| Platz | Land | Sportlerin        | P  | K  | Pz  | Pkt.   |
| ----- | ---- | ----------------- | -- | -- | --- | ------ |
| 1     | USA  | Carol Heiss       | 01 | 01 | 009 | 1490,1 |
| 2     | NED  | Sjoukje Dijkstra  | 02 | 03 | 020 | 1424,8 |
| 3     | USA  | Barbara Roles     | 03 | 02 | 026 | 1414,9 |
| 4     | TCH  | Jana Mrázková     | 05 | 05 | 053 | 1338,7 |
| 5     | NED  | Joan Haanappel    | 04 | 07 | 052 | 1331,9 |
| 6     | USA  | Laurence Owen     | 06 | 06 | 057 | 1343,0 |
| 7     | AUT  | Regine Heitzer    | 07 | 04 | 058 | 1327,9 |
| 8     | ITA  | Anna Galmarini    | 08 | 10 | 079 | 1295,0 |
| 9     | AUT  | Karin Frohner     | 09 | 11 | 099 | 1266,0 |
| 10    | CAN  | Sandra Tewkesbury | 10 | 09 | 078 | 1296,1 |
| 11    | FRA  | Nicole Hassler    | 12 | 12 | 097 | 1272,6 |
| 12    | CAN  | Wendy Griner      | 13 | 08 | 098 | 1275,0 |
| 13    | FRA  | Dany Rigoulot     | 11 | 13 | 107 | 1253,8 |
| 14    | EUA  | Bärbel Martin     | 18 | 14 | 132 | 1219,8 |
| 15    | GBR  | Patricia Pauley   | 14 | 16 | 134 | 1213,8 |
| 16    | ITA  | Carla Tichatschek | 16 | 15 | 143 | 1201,1 |
| 17    | JPN  | Junko Ueno        | 15 | 20 | 158 | 1176,5 |
| 18    | EUA  | Ursel Barkey      | 20 | 18 | 166 | 1164,5 |
| 19    | GBR  | Carolyn Krau      | 17 | 21 | 168 | 1160,3 |
| 20    | SUI  | Liliane Crosa     | 22 | 17 | 171 | 1157,4 |
| 21    | JPN  | Miwa Fukuhara     | 19 | 22 | 188 | 1134,7 |
| 22    | SUI  | Franziska Schmidt | 21 | 19 | 184 | 1141,8 |
| 23    | RSA  | Marion Sage       | 24 | 23 | 210 | 1000,9 |
| 24    | AUS  | Aileen Shaw       | 25 | 24 | 221 | 0965,7 |
| 25    | RSA  | Pat Eastwood      | 23 | 25 | 219 | 0970,8 |
| 26    | AUS  | Mary Wilson       | 26 | 26 | 232 | 0890,2 |

Pflicht: 20. bis 22. Februar jeweils 7:00 bis 11:30 Uhr
 Kür: 23. Februar 12.30 bis 15:15 Uhr
Die Leistungen wurden von neun Wertungsrichtern beurteilt. Siegerin Carol Heiss kam mit deutlichem Vorsprung aus der Pflicht, sodass ihr der Sieg nicht zu nehmen war. Im Bereich an der Spitze veränderte sich nichts an dem nach der Pflicht gegebenen Klassement. Beinahe wäre Sjoukje Dijkstra im vorletzten Pflichtbewerb durch Barbara Roles überholt werden, dann konnte sie sich in der letzten Prüfung von ihr lösen. Für die Medaillen kamen aber nur mehr die drei Führenden in Frage, wobei angesichts des Vorsprungs von Heiss die Aussage geprägt wurde, dass sie „selbst bei drei Stürzen in der Kür ungefährdet“ sei.
Während das Pflichtprogramm vom Publikum ignoriert worden war, waren im Kürlauf zu Beginn bei 5.500 Zuschauer anwesend und nach einer halben Stunde war das Stadion mit 8.000 gefüllt. Bei der Notenvergabe zog sich der japanische Preisrichter das Missfallen der Besucher zu; er gab an alle Teilnehmerinnen, auch an die beiden Japanerinnen, beharrlich die mit Abstand tiefsten Noten. Jana Mrázková überbot das bisher Gesehene deutlich und schuf sich gute Chancen auf den vierten Platz. Heiss erreichte nicht ganz das Weltmeisterschaftsniveau von 1959. Ihr Programm war schwer und wurde mit Präzision durchexerziert, wobei sie kein Wagnis einging. Dijkstra führte ein sehr sportliches Programm mit den höchsten Sprüngen vor, erhielt aber diverse Abzüge wegen zweier nicht präzise gelungener Punkte. Den Abschluss bildete Roles als zweite Anwärterin auf Silber. Sie erhielt für ihr temporeich vorgetragenes Programm 5,65 – das war hinter Heiss (652,3) die zweitbeste Marke (642,0), Dijkstra kam auf Rang 3 (632,8) vor Heitzer (605,3).

### Paare
| Platz | Land | Paar                                  | Pz   | Pkt. |
| ----- | ---- | ------------------------------------- | ---- | ---- |
| 1     | CAN  | Barbara Wagner / Robert Paul          | 07,0 | 80,4 |
| 2     | EUA  | Marika Kilius / Hans-Jürgen Bäumler   | 19,0 | 76,8 |
| 3     | USA  | Nancy Ludington / Ronald Ludington    | 27,5 | 76,2 |
| 4     | CAN  | Maria Jelinek / Otto Jelinek          | 26,0 | 75,9 |
| 5     | EUA  | Margret Göbl / Franz Ningel           | 36,0 | 72,5 |
| 6     | URS  | Nina Schuk / Stanislaw Schuk          | 38,0 | 72,3 |
| 7     | EUA  | Rita Blumenberg / Werner Mensching    | 53,0 | 70,2 |
| 8     | AUT  | Diana Hinko / Heinz Döpfl             | 54,5 | 69,8 |
| 9     | URS  | Ljudmila Beloussowa / Oleg Protopopow | 54,5 | 68,6 |
| 10    | USA  | Maribel Owen / Dudley Richards        | 69,0 | 67,5 |
| 11    | USA  | Ila Ray Hadley / Ray Hadley           | 78,0 | 65,7 |
| 12    | AUS  | Jacqueline Mason / Marvyn Bower       | 83,0 | 63,7 |
| 13    | RSA  | Marcelle Matthews / Gwyn Jones        | 85,5 | 63,6 |

Datum: 19. Februar, 10:30 Uhr
Die Leistungen wurden von sieben Wertungsrichtern beurteilt. Wagner/Paul, die Weltmeister der letzten drei Jahre, waren überlegen. Einige Paare, darunter Kilius/Bäumler und Blumenberg/Mensching, litten unter Atembeschwerden, letzteren musste Sauerstoff zugeführt werden. Das österreichische Paar Hinko/Döpfl musste bei keinesfalls einwandfreien Bedingungen (Sonneneinstrahlung) laufen.
Wagner/Paul liefen eine von allen Experten als großartig bezeichnete Kür und erhielten die bestmögliche Platzziffer und 80,4 von 84 möglichen Wertungspunkten. Die Kür enthielt neben allen herkömmlichen Schwierigkeiten ausgefallene Schrittkombinationen und gewagte Hebefiguren. Eindeutig war auch die Silbermedaille (auch hier im Einklang mit der Platz- und Leistungsziffer), während die Entscheidung um Bronze knapp ausfiel und erst durch eine exakte Berechnung festgestellt werden konnte (letztlich entschied gegen die Viertplatzierten bei der Platzziffer die geringere Zahl an dritten Plätzen).
Das Siegerpaar musste auch gute Nerven beweisen, denn nach nur einer Minute ihrer Darbietung hatte die Nadel auf der Platte ein paar Takte übersprungen. Das Kampfgericht gestattete einen Neustart. Das Silberpaar lag punkto Ausgeglichenheit etwas zurück, doch imponierten hohe Sprünge und Sitzpirouetten. Viel Applaus gab es bei einer Figur, als Bäumler unter dem waagrecht ausgestreckten Bein seiner Partnerin durchtauchte. Sie wurden bei der Platzziffer viermal mit dem zweiten, einmal mit dem dritten und zweimal dem vierten Platz bedacht. Etwas enttäuscht war man vom Ehepaar Schuk, die Europameisterschafts-Zweiten, deren Programm zu wenig originell war.